# Sociedade Brasileira de Psicanálise de São Paulo
A Sociedade Brasileira de Psicanálise de São Paulo (SBPSP) é uma sociedade psicanalítica sediada no estado de São Paulo, a primeira sociedade psicanalítica da América Latina. É filiada à Associação Psicanalítica Internacional (IPA) desde a sua ratificação durante o Congresso Internacional de Psicanálise, realizado em Amsterdã, em 1951. Estavam então presentes Adelheid Koch e sua analisanda na época, Lygia Alcântara do Amaral. Sua primeira versão surgiu em 1927, foi fundada pelos psiquiatras Durval Marcondes e Francisco Franco da Rocha sob o nome de Sociedade Brasileira de Psicanálise. A oficialização da atual Sociedade Brasileira de Psicanálise de São Paulo teve participação de Durval Marcondes e Adelheid Koch.

## História
A oficialização pela Associação Psicanalítica Internacional nessa data foi, na verdade, a realização de um sonho que Durval Marcondes, o fundador, teve quando ainda era estudante de medicina, nos idos de 1919. Durval ficou fascinado pelas ideias de Sigmund Freud apresentadas em um artigo escrito por Francisco Franco da Rocha, seu professor na época. Ficou tão encantado com essa nova concepção da mente humana que menos de 10 anos depois, em 1927, já formado em medicina pela Faculdade de Medicina da Universidade de São Paulo, conseguiu reunir com Franco da Rocha vários amigos médicos, poetas, escritores e educadores, entre eles Pedro Alcântara Machado e Menotti Del Picchia, para a fundação da Sociedade Brasileira de Psicanálise, a primeira sociedade psicanalítica da América Latina. A finalidade, inicialmente, não era proporcionar formação, mas tornar-se um centro coordenador dos estudos e da divulgação das ideias de Freud.
A Sociedade Brasileira de Psicanálise funcionou até 1930, ano em que foi dissolvida após Durval Marcondes receber uma carta de Max Eitingon informando que o congresso de psicanálise realizado em Amesterdã — Países Baixos — decidiu adotar um sistema internacional de formação para psicanalistas. Marcondes, então, defende a ideia de adotar esse mesmo sistema no Brasil.
Em 1934, o sonho de Durval passou a ser compartilhado por duas mulheres, que eram suas alunas no curso de educadoras sanitárias do Instituto de Higiene Mental: Virgínia Leone Bicudo e Lygia Alcântara do Amaral. A partir daí, outros nomes da psicanálise se juntaram a essa empreitada. Quem tornou possível a realização do sonho de Durval foi Adelheid Koch, que era membro da Sociedade Psicanalítica de Berlim. A chegada de Koch a São Paulo deu-se às vésperas da Segunda Guerra Mundial. Como inúmeros judeus, como Adelheid Koch, que pensava em sair da Alemanha, migrar para outros lugares. Ernest Jones, sabendo dos planos de migração de Adelheid, contou a ela que Durval Marcondes estava procurando uma analista didata para trabalhar no Brasil, porque queria fundar uma sociedade de psicanálise. Ela estudou português com afinco e em 1937 comunicou a Durval que estava pronta para atender pacientes. Havia um grupo de estudos sobre psicanálise, formado por Virgínia Bicudo, Flávio Dias, Darcy Uchôa e Frank Philips, que se reunia na casa de Durval Marcondes, em São Paulo. Os membros desse grupo tornaram-se candidatos à formação da SBPSP, sendo todos analisados por Adelheid Koch.

### Revista
Em 1928, Durval Marcondes lança a primeira Revista Brasileira de Psicanálise, como um órgão oficial da Sociedade. A revista, por circunstâncias da época, teve apenas um número. No entanto, impressionou muito Freud, a ponto de ele escrever uma carta de agradecimento a Durval Marcondes, carta essa que faz parte do acervo do Centro de Documentação e Memória Maria Ângela Gomes Moretzsohn da Sociedade Brasileira de Psicanálise de São Paulo. 
Em 1967, depois de constituída a SBPSP, a revista foi relançada por Durval Marcondes, Virgínia Bicudo, Laertes Ferrão (o presidente na época) e outros, que fizeram parte do primeiro corpo editorial, como Deodato Azambuja, Luiz Tenório Lima, Chaim Hamer, Paulo Duarte e Myrna Favilli. Desde então, a revista vem sendo publicada sem interrupção por todos esses anos. Em 1971, a SBPSP doou a revista para a Associação Brasileira de Psicanálise (atual Federação Brasileira de Psicanálise). Houve então um acordo: a revista se tornou um órgão da Federação Brasileira de Psicanálise, com sede no Rio de Janeiro e editoria em São Paulo, da Sociedade Brasileira de Psicanálise de São Paulo.